# دوغ جونز (لاعب كرة قاعدة)
دوغ جونز (بالإنجليزية: Doug Jones)‏ هو لاعب كرة قاعدة أمريكي، ولد في 24 يونيو 1957 في لبنان في الولايات المتحدة.

## وصلات خارجية
- دوغ جونز على موقع دوري كرة القاعدة الرئيسي (الإنجليزية)
- دوغ جونز على موقعبيزبول رفرنس.كوم (الدوري الرئيسي) (الإنجليزية)
- دوغ جونز على موقعبيزبول رفرنس.كوم (الدوري الثانوي) (الإنجليزية)
- دوغ جونز على موقع مشجعي الرسوم البيانية (الإنجليزية)